# Modenapark
Il Modenapark ("parco Modena") è un parco pubblico di circa 8 ettari situato nel Landstraße, terzo distretto di Vienna.
Le facciate degli edifici che circondano il Modenapark (soprattutto sul lato est) sono uno dei pochi esempi rimasti a Vienna di palazzi residenziali storici costruiti nel periodo fra le due guerre mondiali.
All'interno del parco sono presenti tre alberi monumentali protetti.

## Storia

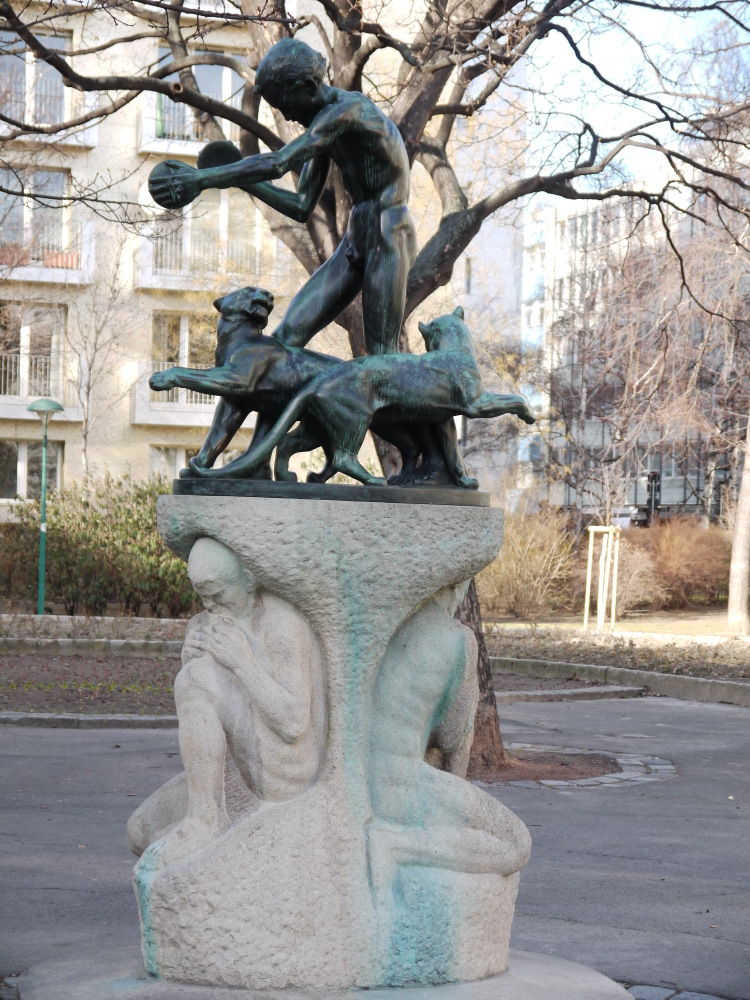
Josef Müllner, Scherzogruppe

L'area verde venne realizzata del XVIII secolo come giardino ornamentale. Nel 1710 era di proprietà della famiglia Stockhammer'scher e successivamente entrò in possesso, sempre nello stesso secolo, del barone von Harrucker. Nel XIX secolo venne acquisito dall'arciduchessa Maria Beatrice d'Este (1750-1829), che fece realizzare al centro del giardino un palazzo, in cui visse fino alla morte nel 1829. Il palazzo passò quindi al duca Francesco V di Modena, che vi abitò in esilio a partire dal 1859 quando i Domini Estensi vennero annessi al Regno di Sardegna. L'ultimo duca di Modena diede in permuta parte del grande giardino del Palazzo Beatrice al principe Metternich, mentre un'altra porzione di giardino fu acquistata dai  Boss e Bray, che realizzarono nuovi edifici. I duchi estensi possedevano a Vienna anche il Palazzo Modena, oggi sede del Ministero dell'Interno austriaco.
Il Palazzo Beatrice d'Este, in cui ebbe sede l'ambasciata dello Stato di Modena fino al 1866 (cioè per 7 anni dopo la caduta dei Domini Estensi) e Francesco V di Modena morì il 20 novembre 1875, venne infine demolito nel 1916. La targa posta all'esterno dell'ambasciata estense venne restituita nel 1918 al Regno d'Italia ed è oggi custodita presso l'Archivio di Stato di Modena.
Il giardino fu poi trasformato in parco pubblico, inaugurato il 3 marzo 1926.
Il resto del parco venne realizzato nel 1926, prima della Richard-Strauss-Hofes (edificio di proprietà comunale dal 1953) a destra della Strohgasse.
Al centro del parco è presente la scultura Ragazzo con pantere (Knabe mit Panthern, chiamata anche Scherzogruppe) realizzata nel 1915 dallo scultore Josef Müllner, originariamente installata fino al 1948 all'Arenbergpark.
Nel 1958 venne realizzato un edificio progettato dall'architetto Carl Appel (1911-1997).